# Брю, Айн
Айн Брю (кат. Ayne Bru, Aine Bru, возможно — каталанизированное нем.  Hans Brün) — художник эпохи возрождения, германского или фламандского происхождения, в XVI в. работавший в Каталонии. После смерти Хайме Уге приглашение художников из-за рубежа стало в Каталонии распространенной практикой.

## Биография и творчество
В 1502 году он был нанят расписать главный соборный алтарь в бенедиктинском монастыре городка Сант-Кугат-дель-Вальес под Барселоной, где с необыкновенным реализмом изобразил «Обезглавливание Святого Кукуфаса» (Кугат — каталанское имя испанского святого и мученика Кукуфаса, выходца из Северной Африки) . Деталь этого образа — собаку в нижнем правом углу — впоследствии заимствовал Сальвадор Дали для картины «Дали Дали Дали».
Другая сохранившаяся работа мастера — «Святой Георгий» (иногда идентифицируется как «Святой Кандид» или просто «Святой воитель»). Обе находятся в Национальном художественном музее Каталонии в Барселоне.